# Dorohusk (gemeente)
De gemeente Dorohusk is een landgemeente in het Poolse woiwodschap Lublin, in powiat Chełmski.
De zetel van de gemeente is in Dorohusk.
Op 30 juni 2004 telde de gemeente 7065 inwoners.

## Oppervlakte gegevens
In 2002 bedroeg de totale oppervlakte van gemeente Dorohusk 192,42 km², waarvan:
- agrarisch gebied: 68%
- bossen: 17%

De gemeente beslaat 10,81% van de totale oppervlakte van de powiat.

## Demografie
Stand op 30 juni 2004:
| Omschrijving                   | Totaal | Totaal | Vrouwen | Vrouwen | Mannen | Mannen |
| ------------------------------ | ------ | ------ | ------- | ------- | ------ | ------ |
| eenheid                        | aantal | %      | aantal  | %       | aantal | %      |
| inwoners                       | 7065   | 100    | 3550    | 50,2    | 3515   | 49,8   |
| bevolkingsdichtheid (inw./km²) | 36,7   | 36,7   | 18,4    | 18,4    | 18,3   | 18,3   |

In 2002 bedroeg het gemiddelde inkomen per inwoner 1498,27 zł.

## Plaatsen
Barbarówka, Berdyszcze, Brzeźno, Dobryłówka, Dorohusk-Osada, Dorohusk-Wieś, Husynne, Kępa-Kolonia, Kolemczyce, Kroczyn, Ladeniska, Ludwinów, Majdan Skordiowski, Michałówka, Mościska, Myszkowiec, Okopy, Okopy-Kolonia, Olenówka, Ostrów, Pogranicze, Puszki, Rozkosz, Skordiów, Stefanów, Świerże, (Świerże I en Świerże II), Teosin, Turka, Wólka Okopska, Zalasocze, Zamieście, Zanowinie.

## Aangrenzende gemeenten
Chełm, Dubienka, Kamień, Ruda-Huta, Żmudź. De gemeente grenst aan Oekraïne.
- Virtual International Authority File: 311377311